# Meden
Meden, Mejn (dansk) eller Meyn (tysk) er en landsby og kommune beliggende på gesten omtrent 13 km vest for Flensborg i det nordlige Sydslesvig og tæt ved den dansk-tyske grænse. Administrativt hører kommunen under Kreis Slesvig-Flensborg i den tyske delstat Slesvig-Holsten. Kommunen samarbejder på administrativt plan med andre kommuner i omegnen i Skovlund kommunefællesskab (Amt Schafflund). I kirkelig henseende ligger byen i Valsbøl Sogn. Sognet lå i Vis Herred (Flensborg Amt, Slesvig), da området tilhørte Danmark.
Meden er første gang nævnt 1433. Stednavnet henføres til de engstrækninger landsbyen ligger ved (afledt af made for en eng, glda. math, mda. maj). Måske er navnet også hentet fra Medenåen, som løber gennem landsbyen. I folkemunde kaldes byen for Mejn. Med under kommunen hører Meden Mark og Gaffelsgaard (Gabelshof).
I 1970'erne og 1980'erne var der et US-amerikansk våbendepot i kommunen, hvor der blev lagret atomsprænghoveder. Depotet bliver nu anvendt som biogasanlæg